# باکلود
باکلود (به لاتین: Bacolod) یک منطقهٔ مسکونی در فیلیپین است که در Negros Island Region واقع شده‌است.

## خصوصیات
باکلود ۱۰ متر بالاتر از سطح دریا واقع شده‌است.

## خواهرخوانده
شهرهای کیلانگ، لانگ بیچ، کالیفرنیا و Naga خواهرخوانده‌های باکلود هستند.